# Cordia umbrosa
Cordia umbrosa är en strävbladig växtart som beskrevs av Richard Spruce och Henry Hurd Rusby. Cordia umbrosa ingår i släktet Cordia, och familjen strävbladiga växter. Inga underarter finns listade i Catalogue of Life.